# NGC 4416
NGC 4416 este o galaxie spirală barată situată în constelația Fecioara. A fost descoperită în 11 aprilie 1825 de către John Herschel. Se află la o distanță de 16,12 megaparseci de Pământ.